# Grand Prix de l'Escaut 2016
La 104e édition du Grand Prix de l'Escaut a eu lieu le 6 avril 2016. La course fait partie du calendrier UCI Europe Tour 2016 en catégorie 1.HC.
L'épreuve a été remportée lors d'un sprint massif par l'Allemand Marcel Kittel (Etixx-Quick Step) qui s'impose respectivement devant le Britannique Mark Cavendish (Dimension Data) et son compatriote André Greipel (Lotto-Soudal).

## Présentation

### Équipes
Classé en catégorie 1.HC de l'UCI Europe Tour, le Grand Prix de l'Escaut est par conséquent ouvert aux WorldTeams dans la limite de 70 % des équipes participantes, aux équipes continentales professionnelles, aux équipes continentales belges, aux équipes continentales étrangères dans la limite de deux, et à une équipe nationale belge.
Vingt-deux équipes participent à ce Grand Prix de l'Escaut - treize WorldTeams et neuf équipes continentales professionnelles :
| UCI WorldTeams   | UCI WorldTeams | UCI WorldTeams |
| Nom de l'équipe  | Pays           | Code           |
| ---------------- | -------------- | -------------- |
| AG2R La Mondiale | France         | ALM            |
| Astana           | Kazakhstan     | AST            |
| Cannondale       | États-Unis     | CPT            |
| Dimension Data   | Afrique du Sud | DDD            |
| Etixx-Quick Step | Belgique       | EQS            |
| FDJ              | France         | FDJ            |
| Giant-Alpecin    | Allemagne      | TGA            |
| Katusha          | Russie         | KAT            |
| Lotto NL-Jumbo   | Pays-Bas       | TLJ            |
| Lotto-Soudal     | Belgique       | LTS            |
| Sky              | Royaume-Uni    | SKY            |
| Tinkoff          | Russie         | TNK            |
| Trek-Segafredo   | États-Unis     | TFS            |

| Équipes continentales professionnelles | Équipes continentales professionnelles | Équipes continentales professionnelles |
| Nom de l'équipe                        | Pays                                   | Code                                   |
| -------------------------------------- | -------------------------------------- | -------------------------------------- |
| Bora-Argon 18                          | Allemagne                              | BOA                                    |
| CCC Sprandi Polkowice                  | Pologne                                | CCC                                    |
| Cofidis                                | France                                 | COF                                    |
| Direct Énergie                         | France                                 | DEN                                    |
| Fortuneo-Vital Concept                 | France                                 | FVC                                    |
| Roompot-Oranje Peloton                 | Pays-Bas                               | ROP                                    |
| Southeast-Venezuela                    | Italie                                 | STH                                    |
| Topsport Vlaanderen-Baloise            | Belgique                               | TSV                                    |
| Wanty-Groupe Gobert                    | Belgique                               | WGG                                    |

## Classements

### Classement final
| Classement final | Classement final  | Classement final | Classement final       | Classement final  |
|                  | Coureur           | Pays             | Équipe                 | Temps             |
| ---------------- | ----------------- | ---------------- | ---------------------- | ----------------- |
| 1er              | Marcel Kittel     | Allemagne        | Etixx-Quick Step       | en 4 h 54 min 5 s |
| 2e               | Mark Cavendish    | Royaume-Uni      | Dimension Data         | m.t               |
| 3e               | André Greipel     | Allemagne        | Lotto-Soudal           | m.t               |
| 4e               | Edward Theuns     | Belgique         | Trek-Segafredo         | m.t               |
| 5e               | Niccolò Bonifazio | Italie           | Trek-Segafredo         | m.t               |
| 6e               | Danny van Poppel  | Pays-Bas         | Sky                    | m.t               |
| 7e               | Nikias Arndt      | Allemagne        | Giant-Alpecin          | m.t               |
| 8e               | Wouter Wippert    | Pays-Bas         | Cannondale             | m.t               |
| 9e               | Dylan Groenewegen | Pays-Bas         | Lotto NL-Jumbo         | m.t               |
| 10e              | Daniel McLay      | Royaume-Uni      | Fortuneo-Vital Concept | m.t               |
| modifier         |                   |                  |                        |                   |

### UCI Europe Tour
Ce Grand Prix de l'Escaut attribue des points pour l'UCI Europe Tour 2016, par équipes seulement aux coureurs des équipes continentales professionnelles et continentales, individuellement à tous les coureurs sauf ceux faisant partie d'une équipe ayant un label WorldTeam.
| Position           | 1er | 2e  | 3e  | 4e  | 5e | 6e | 7e | 8e | 9e | 10e | 11e | 12e | 13e | 14e | 15e | 16e à 30e | 31e à 40e |
| Classement général | 200 | 150 | 125 | 100 | 85 | 70 | 60 | 50 | 40 | 35  | 30  | 25  | 20  | 15  | 10  | 5         | 3         |

## Liste des participants
- Liste des participants

| Légende | Légende                                                                    | Légende | Légende                                                    |
| ------- | -------------------------------------------------------------------------- | ------- | ---------------------------------------------------------- |
| Num     | Dossard de départ porté par le coureur sur ce Grand Prix de l'Escaut       | Pos     | Position à l'arrivée de la course                          |
|         | Indique un maillot de champion national ou mondial, suivi de sa spécialité | NP      | Indique un coureur qui n'a pas pris le départ de la course |
| AB      | Indique un coureur qui n'a pas terminé la course                           | HD      | Indique un coureur qui a terminé la course hors des délais |

| Katusha KAT                         | Katusha KAT                  | Katusha KAT |
| ----------------------------------- | ---------------------------- | ----------- |
| Num                                 | Coureur                      | Pos         |
| 1                                   | Alexander Kristoff (NOR)     | 15e         |
| 2                                   | Jacopo Guarnieri (ITA)       | 26e         |
| 3                                   | Marco Haller (AUT) (Route)   | 108e        |
| 4                                   | Nils Politt (GER)            | AB          |
| 5                                   | Viatcheslav Kouznetsov (RUS) | 84e         |
| 6                                   | Michael Mørkøv (DEN)         | 71e         |
| 7                                   | Alexander Porsev (RUS)       | 75e         |
| 8                                   |                              |             |
| Directeur sportif : Torsten Schmidt |                              |             |

| Etixx-Quick Step EQS                 | Etixx-Quick Step EQS           | Etixx-Quick Step EQS |
| ------------------------------------ | ------------------------------ | -------------------- |
| Num                                  | Coureur                        | Pos                  |
| 11                                   | Tom Boonen (BEL)               | 103e                 |
| 12                                   | Marcel Kittel (GER)            | 1er                  |
| 13                                   | Matteo Trentin (ITA)           | 85e                  |
| 14                                   | Fabio Sabatini (ITA)           | 22e                  |
| 15                                   | Guillaume Van Keirsbulck (BEL) | 98e                  |
| 16                                   | Maximiliano Richeze (ARG)      | 28e                  |
| 17                                   | Łukasz Wiśniowski (POL)        | 73e                  |
| 18                                   | Davide Martinelli (ITA)        | 140e                 |
| Directeur sportif : Wilfried Peeters |                                |                      |

| Lotto-Soudal LTS                  | Lotto-Soudal LTS      | Lotto-Soudal LTS |
| --------------------------------- | --------------------- | ---------------- |
| Num                               | Coureur               | Pos              |
| 21                                | André Greipel (GER)   | 3e               |
| 22                                | Lars Bak (DEN)        | 38e              |
| 23                                | Kris Boeckmans (BEL)  | 66e              |
| 24                                | Sean De Bie (BEL)     | 78e              |
| 25                                | Jasper De Buyst (BEL) | 41e              |
| 26                                | Frederik Frison (BEL) | 125e             |
| 27                                | Marcel Sieberg (GER)  | 34e              |
| 28                                | Jelle Wallays (BEL)   | 67e              |
| Directeur sportif : Herman Frison |                       |                  |

| AG2R La Mondiale ALM              | AG2R La Mondiale ALM     | AG2R La Mondiale ALM |
| --------------------------------- | ------------------------ | -------------------- |
| Num                               | Coureur                  | Pos                  |
| 31                                | Gediminas Bagdonas (LTU) | 19e                  |
| 32                                | Maxime Daniel (FRA)      | 128e                 |
| 33                                | Damien Gaudin (FRA)      | AB                   |
| 34                                | Nico Denz (GER)          | 141e                 |
| 35                                | Hugo Houle (CAN)         | 42e                  |
| 36                                | Sébastien Minard (FRA)   | 120e                 |
| 37                                | Jesse Sergent (NZL)      | 116e                 |
| 38                                | Sébastien Turgot (FRA)   | 52e                  |
| Directeur sportif : Julien Jurdie |                          |                      |

| Astana AST                          | Astana AST              | Astana AST |
| ----------------------------------- | ----------------------- | ---------- |
| Num                                 | Coureur                 | Pos        |
| 41                                  | Andrea Guardini (ITA)   | 45e        |
| 42                                  | Maxat Ayazbayev (KAZ)   | AB         |
| 43                                  | Lars Boom (NED)         | AB         |
| 44                                  | Laurens De Vreese (BEL) | NP         |
| 45                                  | Dmitriy Gruzdev (KAZ)   | 106e       |
| 46                                  | Arman Kamyshev (KAZ)    | 44e        |
| 47                                  | Gatis Smukulis (LAT)    | 53e        |
| 48                                  | Lieuwe Westra (NED)     | 127e       |
| Directeur sportif : Gorazd Štangelj |                         |            |

| Cannondale CPT                    | Cannondale CPT             | Cannondale CPT |
| --------------------------------- | -------------------------- | -------------- |
| Num                               | Coureur                    | Pos            |
| 51                                | Wouter Wippert (NED)       | 8e             |
| 52                                | Jack Bauer (NZL)           | 32e            |
| 53                                | Sebastian Langeveld (NED)  | 133e           |
| 54                                |                            |                |
| 55                                | Alan Marangoni (ITA)       | 138e           |
| 56                                | Ryan Mullen (IRL)          | 59e            |
| 57                                | Ramūnas Navardauskas (LTU) | 93e            |
| 58                                | Kristoffer Skjerping (NOR) | 134e           |
| Directeur sportif : Andreas Klier |                            |                |

| Dimension Data DDD                          | Dimension Data DDD                | Dimension Data DDD |
| ------------------------------------------- | --------------------------------- | ------------------ |
| Num                                         | Coureur                           | Pos                |
| 61                                          | Mark Cavendish (GBR)              | 2e                 |
| 62                                          | Matthew Brammeier (IRL)           | 112e               |
| 63                                          | Nicolas Dougall (RSA)             | 86e                |
| 64                                          | Bernhard Eisel (AUT)              | 121e               |
| 65                                          | Tyler Farrar (USA)                | 60e                |
| 66                                          | Reinardt Janse van Rensburg (RSA) | 74e                |
| 67                                          |                                   |                    |
| 68                                          | Jay Robert Thomson (RSA)          | 137e               |
| Directeur sportif : Jean-Pierre Heynderickx |                                   |                    |

| FDJ                                | FDJ                            | FDJ  |
| ---------------------------------- | ------------------------------ | ---- |
| Num                                | Coureur                        | Pos  |
| 71                                 | Mickaël Delage (FRA)           | 23e  |
| 72                                 | Murilo Fischer (BRA)           | 110e |
| 73                                 | Daniel Hoelgaard (NOR)         | 132e |
| 74                                 | Ignatas Konovalovas (LTU)      | 40e  |
| 75                                 |                                |      |
| 76                                 |                                |      |
| 77                                 | Pierre-Henri Lecuisinier (FRA) | 114e |
| 78                                 | Marc Sarreau (FRA)             | 17e  |
| Directeur sportif : Martial Gayant |                                |      |

| Giant-Alpecin TGA                     | Giant-Alpecin TGA       | Giant-Alpecin TGA |
| ------------------------------------- | ----------------------- | ----------------- |
| Num                                   | Coureur                 | Pos               |
| 81                                    | Nikias Arndt (GER)      | 7e                |
| 82                                    | Bert De Backer (BEL)    | 54e               |
| 83                                    | Chad Haga (USA)         | 148e              |
| 84                                    |                         |                   |
| 85                                    | Ramon Sinkeldam (NED)   | 29e               |
| 86                                    | Tom Stamsnijder (NED)   | 58e               |
| 87                                    | Lars van der Haar (NED) | 130e              |
| 88                                    |                         |                   |
| Directeur sportif : Arthur van Dongen |                         |                   |

| Lotto NL-Jumbo TLJ            | Lotto NL-Jumbo TLJ       | Lotto NL-Jumbo TLJ |
| ----------------------------- | ------------------------ | ------------------ |
| Num                           | Coureur                  | Pos                |
| 91                            | Dylan Groenewegen (NED)  | 9e                 |
| 92                            | Maarten Wynants (BEL)    | 97e                |
| 93                            | Steven Lammertink (NED)  | 139e               |
| 94                            | Twan Castelijns (NED)    | 99e                |
| 95                            | Maarten Tjallingii (NED) | 101e               |
| 96                            | Jos van Emden (NED)      | 100e               |
| 97                            | Tom Van Asbroeck (BEL)   | 68e                |
| 98                            | Robert Wagner (GER)      | 69e                |
| Directeur sportif : Jan Boven |                          |                    |

| Sky SKY                            | Sky SKY                | Sky SKY |
| ---------------------------------- | ---------------------- | ------- |
| Num                                | Coureur                | Pos     |
| 101                                | Elia Viviani (ITA)     | 46e     |
| 102                                | Andrew Fenn (GBR)      | 136e    |
| 103                                |                        |         |
| 104                                | Christian Knees (GER)  | 87e     |
| 105                                | Gianni Moscon (ITA)    | 77e     |
| 106                                | Luke Rowe (GBR)        | 122e    |
| 107                                | Ian Stannard (GBR)     | AB      |
| 108                                | Danny van Poppel (NED) | 6e      |
| Directeur sportif : Servais Knaven |                        |         |

| Tinkoff TNK                         | Tinkoff TNK               | Tinkoff TNK |
| ----------------------------------- | ------------------------- | ----------- |
| Num                                 | Coureur                   | Pos         |
| 111                                 | Peter Sagan (SVK) (Route) | AB          |
| 112                                 | Erik Baška (SVK)          | 20e         |
| 113                                 | Adam Blythe (GBR)         | 113e        |
| 114                                 | Pavel Brutt (RUS)         | 57e         |
| 115                                 | Michael Gogl (AUT)        | 47e         |
| 116                                 | Michal Kolář (SVK)        | 50e         |
| 117                                 | Juraj Sagan (SVK)         | 49e         |
| 118                                 | Nikolay Trusov (RUS)      | 51e         |
| Directeur sportif : Tristan Hoffman |                           |             |

| Trek-Segafredo TFS             | Trek-Segafredo TFS      | Trek-Segafredo TFS |
| ------------------------------ | ----------------------- | ------------------ |
| Num                            | Coureur                 | Pos                |
| 121                            | Fabian Cancellara (SUI) | 111e               |
| 122                            | Niccolò Bonifazio (ITA) | 5e                 |
| 123                            | Stijn Devolder (BEL)    | 126e               |
| 124                            | Markel Irizar (ESP)     | 70e                |
| 125                            | Yaroslav Popovych (UKR) | 80e                |
| 126                            | Grégory Rast (SUI)      | 56e                |
| 127                            | Edward Theuns (BEL)     | 4e                 |
| 128                            | Boy van Poppel (NED)    | 43e                |
| Directeur sportif : Dirk Demol |                         |                    |

| Bora-Argon 18 BOA                 | Bora-Argon 18 BOA         | Bora-Argon 18 BOA |
| --------------------------------- | ------------------------- | ----------------- |
| Num                               | Coureur                   | Pos               |
| 131                               | Sam Bennett (IRL)         | 12e               |
| 132                               | Shane Archbold (NZL)      | 65e               |
| 133                               | Zakkari Dempster (AUS)    | 91e               |
| 134                               | Jan Bárta (CZE)           | 82e               |
| 135                               | Lukas Pöstlberger (AUT)   | 143e              |
| 136                               | Andreas Schillinger (GER) | 92e               |
| 137                               | Rüdiger Selig (GER)       | 72e               |
| 138                               | Scott Thwaites (GBR)      | 79e               |
| Directeur sportif : André Schulze |                           |                   |

| CCC Sprandi Polkowice CCC              | CCC Sprandi Polkowice CCC      | CCC Sprandi Polkowice CCC |
| -------------------------------------- | ------------------------------ | ------------------------- |
| Num                                    | Coureur                        | Pos                       |
| 141                                    | Simone Ponzi (ITA)             | 62e                       |
| 142                                    | Tomasz Kiendyś (POL)           | AB                        |
| 143                                    | Adrian Kurek (POL)             | 55e                       |
| 144                                    | Jarosław Marycz (POL)          | 25e                       |
| 145                                    |                                |                           |
| 146                                    | Nikolay Mihaylov (BUL) (Route) | 149e                      |
| 147                                    | Eryk Latoń (POL)               | 24e                       |
| 148                                    | Maciej Paterski (POL)          | 31e                       |
| Directeur sportif : Gabriele Missaglia |                                |                           |

| Cofidis COF                              | Cofidis COF               | Cofidis COF |
| ---------------------------------------- | ------------------------- | ----------- |
| Num                                      | Coureur                   | Pos         |
| 151                                      | Michael Van Staeyen (BEL) | 14e         |
| 152                                      |                           |             |
| 153                                      | Rayane Bouhanni (FRA)     | 37e         |
| 154                                      | Borut Božič (SLO)         | 95e         |
| 155                                      |                           |             |
| 156                                      | Cyril Lemoine (FRA)       | 118e        |
| 157                                      | Florian Sénéchal (FRA)    | 81e         |
| 158                                      | Kenneth Vanbilsen (BEL)   | 102e        |
| Directeur sportif : Christian Guiberteau |                           |             |

| Direct Énergie DEN                    | Direct Énergie DEN     | Direct Énergie DEN |
| ------------------------------------- | ---------------------- | ------------------ |
| Num                                   | Coureur                | Pos                |
| 161                                   | Adrien Petit (FRA)     | AB                 |
| 162                                   | Ryan Anderson (CAN)    | 115e               |
| 163                                   | Thomas Boudat (FRA)    | 109e               |
| 164                                   |                        |                    |
| 165                                   | Antoine Duchesne (CAN) | 123e               |
| 166                                   | Yohann Gène (FRA)      | 119e               |
| 167                                   | Julien Morice (FRA)    | 104e               |
| 168                                   | Alexandre Pichot (FRA) | 94e                |
| Directeur sportif : Dominique Arnould |                        |                    |

| Fortuneo-Vital Concept FVC            | Fortuneo-Vital Concept FVC  | Fortuneo-Vital Concept FVC |
| ------------------------------------- | --------------------------- | -------------------------- |
| Num                                   | Coureur                     | Pos                        |
| 171                                   | Daniel McLay (GBR)          | 10e                        |
| 172                                   | Jean-Marc Bideau (FRA)      | 142e                       |
| 173                                   | Franck Bonnamour (FRA)      | 36e                        |
| 174                                   | Vegard Breen (NOR)          | 131e                       |
| 175                                   | Maxime Cam (FRA)            | 145e                       |
| 176                                   | Brice Feillu (FRA)          | 135e                       |
| 177                                   | Steven Tronet (FRA) (Route) | 129e                       |
| 178                                   | Boris Vallée (BEL)          | 16e                        |
| Directeur sportif : Sébastien Hinault |                             |                            |

| Roompot-Oranje Peloton ROP               | Roompot-Oranje Peloton ROP | Roompot-Oranje Peloton ROP |
| ---------------------------------------- | -------------------------- | -------------------------- |
| Num                                      | Coureur                    | Pos                        |
| 181                                      | Barry Markus (NED)         | 35e                        |
| 182                                      | Jesper Asselman (NED)      | 33e                        |
| 183                                      | Berden de Vries (NED)      | AB                         |
| 184                                      | Ivar Slik (NED)            | 83e                        |
| 185                                      | Wesley Kreder (NED)        | 30e                        |
| 186                                      | André Looij (NED)          | 18e                        |
| 187                                      | Sjoerd van Ginneken (NED)  | 96e                        |
| 188                                      | Brian van Goethem (NED)    | 105e                       |
| Directeur sportif : Jean-Paul van Poppel |                            |                            |

| Southeast-Venezuela STH           | Southeast-Venezuela STH | Southeast-Venezuela STH |
| --------------------------------- | ----------------------- | ----------------------- |
| Num                               | Coureur                 | Pos                     |
| 191                               | Jakub Mareczko (ITA)    | 21e                     |
| 192                               |                         |                         |
| 193                               | Liam Bertazzo (ITA)     | 76e                     |
| 194                               | Andrea Dal Col (ITA)    | 144e                    |
| 195                               | Matteo Draperi (ITA)    | 48e                     |
| 196                               | Enrique Sanz (ESP)      | 89e                     |
| 197                               | Mirko Tedeschi (ITA)    | 150e                    |
| 198                               | Mirko Trosino (ITA)     | 147e                    |
| Directeur sportif : Serge Parsani |                         |                         |

| Topsport Vlaanderen-Baloise TSV       | Topsport Vlaanderen-Baloise TSV | Topsport Vlaanderen-Baloise TSV |
| ------------------------------------- | ------------------------------- | ------------------------------- |
| Num                                   | Coureur                         | Pos                             |
| 201                                   | Preben Van Hecke (BEL) (Route)  | 88e                             |
| 202                                   | Aimé De Gendt (BEL)             | AB                              |
| 203                                   | Maxime Farazijn (BEL)           | 39e                             |
| 204                                   | Sander Helven (BEL)             | AB                              |
| 205                                   | Tim Declercq (BEL)              | 64e                             |
| 206                                   | Jonas Rickaert (BEL)            | 27e                             |
| 207                                   | Stijn Steels (BEL)              | 107e                            |
| 208                                   | Bert Van Lerberghe (BEL)        | 11e                             |
| Directeur sportif : Walter Planckaert |                                 |                                 |

| Wanty-Groupe Gobert WGG                      | Wanty-Groupe Gobert WGG  | Wanty-Groupe Gobert WGG |
| -------------------------------------------- | ------------------------ | ----------------------- |
| Num                                          | Coureur                  | Pos                     |
| 211                                          | Roy Jans (BEL)           | 13e                     |
| 212                                          | Frederik Backaert (BEL)  | 63e                     |
| 213                                          | Kenny Dehaes (BEL)       | 61e                     |
| 214                                          | Jérôme Baugnies (BEL)    | AB                      |
| 215                                          | Tom Devriendt (BEL)      | 124e                    |
| 216                                          | Lander Seynaeve (BEL)    | 146e                    |
| 217                                          | Frederik Veuchelen (BEL) | 117e                    |
| 218                                          | Robin Stenuit (BEL)      | 90e                     |
| Directeur sportif : Hilaire Van der Schueren |                          |                         |